# Géographie des Bermudes
Les Bermudes se composent de 181 petites îles de corail situées au large de la côte Est des États-Unis (à environ 1 770 km au nord-est de Miami et à 1 350 km au sud de Halifax) et à 1 759 km au nord de Cuba. Leur superficie totale est de 71,7 km2.

## Composition
Les îles principales sont :
- Grande Bermude ;
- l'île Saint George ;
- l'île Saint David ;
- l'île Somerset.

## Climat
Selon la classification de Köppen, les Bermudes se trouvent dans la zone de transition entre le climat équatorial des forêts tropicales (Af) et le climat subtropical humide (Cfa). Bien que les Bermudes atteignent le seuil de température d’un climat tropical (le mois le plus froid a une température moyenne de 18 °C ou plus), la latitude la plus élevée des Bermudes (32° 18' Nord) est au nord de la latitude qui concerne la plupart des zones tropicales. 
Les Bermudes n’ont jamais connu de gel. Pendant l'hiver, de décembre jusqu'à mars, la température moyenne est de 21 °C. La période chaude, de mai à la mi-octobre, a une température ambiante de 23 °C jusqu'à 30 °C. Les mois d'été sont légèrement plus secs, malgré des précipitations régulières pendant l'année. L'archipel est aussi sur l'un des corridors de passages des cyclones tropicaux de l'Atlantique Nord et a été touché plusieurs fois (Liste des ouragans sur le territoire des Bermudes).

## Sources
- (en) CIA - World factbook
- (en) Bermuda's 123 Islands - Bermuda-online.org